# Vladimir Chapovalov
Pour les articles homonymes, voir Chapovalov.
Vladimir Chapovalov né en 1956, est un coureur cycliste soviétique  des années 1970. 
Il brilla très tôt dans les courses juniors, remportant en 1974 le Championnat d'Europe contre-la-montre par équipes et la Course de la Paix juniors.

## Palmarès

### Palmarès année par année
- 1974
  - Champion d'Europe junior du contre-la-montre par équipes avec l'équipe d'URSS (Sergueï Chelpakov, Yuri Zajac, Alexeï Chevtchenko, Vladimir Chapovalov)
  - Course de la Paix juniors :
    - Classement général
    - Vainqueur des 3 étapes
- 1975
  - Prologue du Grand Prix Guillaume Tell (contre-la-montre par équipes)
- 1976
  - 3e étape des 4 jours de Minsk[2]
- 1977
  - Tour de Turquie
  - 6e a étape du Tour de Yougoslavie[3]
- 1978
  - 4ea étape du Tour de Cuba (contre-la-montre par équipes)[4]
- 1979
  - 6e des 100 km contre-la-montre par équipes de la VIIe Spartakiades des Peuples de l'URSS, avec l'équipe du Kazakhstan (P. Lazarev, A. Abramenko, Evgenni Korolkov, V. Chapovalov)[5]

### Places d'honneur
- Victoire au classement par équipes avec l'équipe d'URSS au GP Guillaume Tell : 1978
- 4e du Clasico ecos del Torbes[6] : 1977
- 17e du Championnat du monde amateurs sur route : 1977